# 54932 Waltharris
54932 Waltharris este o planetă minoră (asteroid), cu un diametru de 7,954 km, din centura de asteroizi. A fost descoperită pe 27 iulie 2001 la Stația Anderson Mesa de Lowell Observatory Near-Earth-Object Search și a fost numită după Walt Harris⁠(d). 
Obiectul prezintă o orbită caracterizată de o semiaxă mare de 3,098274580243 UAi, o excentricitate de 0,17685316633429, o înclinație de 1,7802026742429 ° în raport cu ecliptica.